# 小行星8556
小行星8556（英語：8556 Jana）是一颗围绕太阳公转的小行星。1995年7月7日，茲德內克·莫拉維克在克列特发现了此天体。
这颗小行星的绝对星等为256.9709633173285等。